# Pulorová nákaza
Pulorová nákaza (lidově „bílá úplavice kuřat“) je hospodářsky velmi závažné onemocnění hrabavé drůbeže vyvolávané bakterií Salmonella pullorum. U mladé hrabavé drůbeže obvykle probíhá ve formě akutní systémové infekce doprovázené průjmy a hynutím a u dospělé drůbeže spíše jako lokalizovaná infekce s chronickým průběhem nebo bezsymptomně. Dříve se tato nebezpečná nákaza vyskytovala enzooticky, dnes je její výskyt ve většině drůbežářsky vyspělých států spíše ojedinělý. Současný ekonomický význam vyplývá zejména z nákladů na kontrolu jejího výskytu (zdravotní zkoušky). Ojedinělou možnost přenosu infekce na člověka nelze vyloučit, ale zdravotní význam pulorová nákaza nemá.

## Historie
První výskyt nemoci byl popsán v roce 1899 jako "fatální septikémie kuřat", později jako "bílá úplavice". Od roku 1929 se začalo používat názvu pulorová nákaza. Ztráty na pulorovou nákazu v té době byly tak vysoké (mortalita kuřat až 100 %), že ohrožovaly další rozvoj drůbežnictví (umělé líhnutí a zakládání velkochovů). Přenos infekce vejcem byl postupně prokázán v letech 1900-1910, kdy se zjistilo, že infikované nosnice snášejí infikovaná vejce, ze kterých se líhnou infikovaná kuřata, která jsou nosiči salmonel po celý život. V letech 1910-1920 byla do praxe zavedena zkumavková aglutinace k detekci bacilonosičů; aglutinační zkouška s plnou krví a barevným antigenem byla zavedena v roce 1931 a používá se dodnes. U krůt byla pulorová nákaza poprvé popsána v roce 1928; k jejímu zavlečení do chovů krůt docházelo kontaktem s infikovanými kuřaty v líhních nebo při společném odchovu kuřat a krůťat. Epizootologickým šetřením byla prokázána možnost přenosu infekce v líhních i jejich význam při šíření nákazy.
Onemocnění je rozšířeno po celém světě; postihuje především hrabavou drůbež, jen ojediněle i jiné druhy ptáků. Geografické rozšíření a intenzita výskytu pulorové nákazy je ovlivňována úrovní chovu drůbeže i organizací její kontroly. Vzhledem k významu pulorové nákazy pro chovy hrabavé drůbeže byly v mnoha zemích vytvořeny národní programy pro její eradikaci a mezinárodně standardizovány metodiky pro diagnostiku a kontrolu nemoci, což významnou měrou přispělo k jejímu omezení a následnému dalšímu rozvoji drůbežnictví. V České republice je její výskyt ojedinělý, zpravidla jen v drobnochovech. Podle zákona o veterinární péči č. 166/1999 Sb. je onemocnění považováno za nebezpečnou nákazu.

## Hostitel
Přirozeným hostitelem S. pullorum jsou kuřata a krůťata. Výrazná adaptace původce na hrabavou drůbež se projevuje jejich zpravidla celoživotní infekcí a mnohem nižší patogenitou pro jiné hostitele, u kterých infekce probíhá jen s minimálními příznaky a krátkodobě.
Mezi plemeny a liniemi kura domácího existuje rozdílná vnímavost k pulorové nákaze. Kuřata masného typu jsou mnohem vnímavější než kuřata nosného typu (např. leghornky). Dlouhodobá sledování také prokázala vyšší vnímavost slepic oproti kohoutům, což se vysvětluje možnou afinitou bakterie k folikulům vaječníku.
Onemocnění doprovázené vysokou mortalitou se vyskytuje nejčastěji u mláďat v 2.-3. týdnu věku. Určité procento přežívajících kuřat i krůťat zůstává celoživotně infikováno a to s patologickými změnami nebo i bez nich. Přibližně od 5.-10. dne věku se začíná tvořit rezistence k onemocnění v souvislosti s dozráváním imunitního a termoregulačního systému. Jsou ale známy akutní fatální (smrtelné) infekce u dospívajících i dospělých slepic (zejména hnědovaječného typu) a krůt, zpravidla jako důsledek oslabení celkové odolnosti stresovými faktory.
Přímým nebo nepřímým kontaktem s infikovanými kuřaty či krůťaty může dojít k přirozené infekci i jiných ptáků, což bylo např. pozorováno u kachen, perliček, bažantů, křepelek, vrabců, kanárů, amazoňana vějířového a hýla obecného. Mnoho dalších druhů ptáků může být infikováno experimentálně. U savců byla přirozená nebo experimentální infekce S. pullorum popsána u králíka, morčete, činčil, prasete, kočky, lišky, psa, telete a potkanů. Přes tento potenciálně široký okruh hostitelů má hrabavá drůbež největší význam v epizootologii pulorové nákazy.
Infekce pštrosů nepohyblivými salmonelami (S. pullorum, S. gallinarum) nebyly zatím v terénních případech ani po experimentálních infekcích prokázány. Pouze u emu byla zjištěna sérokonverze po umělé infekci S. pullorum.
Ojedinělé případy infekce S. pullorum u lidí popsali Mitchell et al. v roce 1946. K nakažení pravděpodobně může dojít až po pozření velkého množství bakterií v kontaminované potravě, což bylo experimentálně potvrzeno. Onemocnění se projevovalo náhlým vznikem příznaků akutní enteritidy, vysokou horečkou, vyčerpáním a rychlým uzdravením bez léčby.

## Klinika
Klinické příznaky se zpravidla vyskytují jen u kuřat a krůťat a jsou shodné. Onemocnění někdy může probíhat subklinicky a to dokonce i po vertikální infekci. Inkubační doba u kuřat a krůťat se uvádí v rozmezí 2-5 dní, u slepic 3-20 dní.
Vertikální infekce se projevuje zvýšeným úhynem embryí během inkubace, zhoršenými výsledky líhnutí i klubání, nemocnými nebo hynoucími kuřaty (krůťaty) již v líhních nebo v krátké době po vylíhnutí. Postižená mláďata jsou somnolentní, slabá, nejeví zájem o krmivo a rychle hynou.
V jiných případech se onemocnění objevuje za 7-14 dní po vylíhnutí, s vrcholem mortality v 2.-3. týdnu věku. Pozoruje se malátnost, zimomřivost, shlukování, nechutenství, pokleslá křídla, naříkání při kálení, průjem s křídově bílými (někdy šedavě hnědými) výkaly, potřísněné peří kolem kloaky, někdy obstipace. Při postižení plic se objevují dýchací potíže. Četnost změn v plicích u uhynulých kuřat není ovlivňována způsobem infekce (orální vs. aerogenní). Některá přežívající mláďata zaostávají v růstu, jsou špatně opeřená a pro další chov jsou neperspektivní. Naopak jiná se mohou dále vyvíjet naprosto normálně, i když zůstávají také bacilonosiči.
Ojediněle se mohou pozorovat změny na očích, způsobující až slepotu, nervové příznaky (častěji po infekci S. arizonae) nebo zduření kloubů a kulhání při infekci kloubů a synoviálních pochev.
Nemocnost i hynutí při pulorové nákaze jsou proměnlivé a závisejí kromě věku kuřat (krůťat) také na výživě, úrovni chovu, vnímavosti linií, přepravnímu stresu, teplotě prostředí při odchovu apod. Morbidita bývá obvykle vyšší než mortalita, někdy dojde ke spontánnímu uzdravení. V závažných případech může ale mortalita dosahovat až 100 %.
U dospívajících a dospělých slepic a krůt se jen zřídka pozoruje akutní onemocnění, projevující se netečností, anorexií, průjmem a dehydratací. Případná infekce hejna probíhá většinou bez změny zdravotního stavu nosnic, ale s poklesem snášky, oplozenosti i líhnivosti násadových vajec.

## Patologie
U mláďat náhle uhynulých krátce po vylíhnutí jsou makroskopické změny minimální. Při septikemické formě se zjišťuje aktivní hyperémie v mnoha orgánech, žloutkový váček je beze změn.
V protrahovaných případech dochází k perzistenci žloutkového váčku a změně jeho obsahu, který je krémový nebo sýrovitý. V myokardu, játrech, plicích, střevu i slepých střevech a svalovině žaludku se nacházejí nekrotické fokusy nebo noduly. Typický je nález na srdci, které má hrbolatý tvar; později vznikají v srdeční svalovině tuhá ložiska, tzv. srdeční mozoly (podobné granulomy se nacházejí i v plicích). U chronických dospělých bacilonosičů se nejčastěji pozorují změny barvy a tvaru vaječníku, peritonitida a perikarditida. Degenerované folikuly ovaria mohou být překrvené, nažloutlé nebo šedé barvy, mají zesílenou stěnu a jejich obsah je až kaseózní (sýrovitý). Úzce přiléhají k vaječníku nebo visí na různě dlouhé stopce (stopkatá degenerace vaječníku), od které se mohou odtrhnout. Dysfunkce ovaria i vejcovodu mohou být příčinou abdominální ovulace, ucpání vejcovodu a peritonitidy. U krůt je častý ascites.

## Imunita
O imunitě drůbeže proti pulorové nákaze existuje málo informací, přičemž větší význam v chráněnosti před infekcí S. pullorum se přikládá buněčné než humorální imunitě. Snoeyenbos (1991) doporučuje testovat hrabavou drůbež až po dozrání imunitního systému, po 16. týdnu věku.
Na rozdíl od mláďat produkuje dospělá drůbež zpravidla za 3-10 dní po infekci aglutinační protilátky, které perzistují na různé úrovní po celou dobu trvání infekce. Jejich vliv na průběh infekce není přesně znám, pravděpodobně napomáhají k lokalizaci infekce. Infikované nosnice snášejí vejce s protilátkami, ale jednodenní kuřata mívají minimální titr protilátek (Horsfall et al., 1970).

## Diagnostika
Pro konečnou diagnózu pulorové nákazy je nezbytná izolace a identifikace původce. Anamnestické údaje i klinické příznaky mají jen omezenou hodnotu, vzhledem k možnému výskytu jiných chorob s podobným průběhem. Pitevní nález umožňuje předběžnou diagnózu, ale jen u těžce postižených kuřat (mozolnaté srdce, granulomy v plicích).
Sérologická diagnostika pulorové nákazy se opírá o průkaz aglutinačních protilátek v krevním séru nebo v krvi. Pozitivní reakce mají vysokou hodnotu při prokazování infekce v hejnech dospělé drůbeže (eradikační programy), ale nemohou být samostatně považovány za důvod k vyslovení definitivní diagnózy. Sérové aglutininy jsou detekovatelné za několik dní po infekci. Kuřata vystavená vlivu antigenu S. pullorum v průběhu embryonálního vývoje na další infekci po vylíhnutí reagují nedostatečně. Rutinní diagnostiku mohou komplikovat atypické reakce vyvolané jinými bakteriálními antigeny (stafylokoky, mikrokoky, E. coli aj.) nebo některými komponenty krmiv (rybí moučky). V případě dubiózní reakce při rychlé kapkové aglutinaci se doporučuje využít k vyšetření pomalé zkumavkové aglutinace.
Diferenciální diagnostika. Změny na játrech, slezině i ve střevech mohou být také vyvolány konkurentní infekcí S. gallinarum nebo ostatními salmonelami. Plísně, zejména Aspergillus spp., vyvolávají v plicích změny podobné pulorové nákaze; jsou ale menší a snadno vyloupnutelné z tkáně plic. S. pullorum může být někdy lokalizována v kloubech a šlachových pochvách a změny jí vyvolávané mohou připomínat infekci Mycoplasma synoviae, Staphylococcus aureus, Pasteurella multocida nebo Erysipelothrix rhusiopathiae. Podobně postižení perikardu a ovarií u dospělých slepic připomíná infekce E. coli, stafylokoky nebo jinými sérovary salmonel. Navíc infekce S. pullorum může postihovat ptáky bez rozdílu věku subklinicky, bez pitevního nálezu.

## Terapie a prevence
První úspěšné profylaktické a terapeutické účinky proti pulorové nákaze kuřat byly zjištěny u sulfonamidů, na které později navázaly nitrofurany a některá antibiotikum (chloramfenikol, chlortetracyklin, kolistin, apromycin aj.). Žádná z těchto látek ani jejich kombinace však není schopna eliminovat S. pullorum'' z infikovaného hejna, pouze snižují přímé ztráty úhynem. Po vysazení léčby zpravidla dochází k opětovnému výskytu nemoci. Aplikace sulfonamidů se navíc projevuje nepříznivými vedlejšími účinky, jako jsou suprese růstu, pokles snášky, snížený příjem krmiva a vody. Terapie pulorové nákazy má proto pouze dočasný ekonomický efekt, k eradikaci S. pullorum z chovu je nedostačující.
Optimální způsob, jak zabránit výskytu pulorové nemoci v terénu, je rodičovské hejno prosté S. pullorum a ochrana jeho potomstva před přímým i nepřímým kontaktem s infikovanými nosiči. Toho lze dosáhnout striktním dodržováním veterinárně hygienických opatření a pravidelným sérologickým vyšetřováním hejn s eliminací nosičů.
V hejnech sérologicky pozitivních se doporučuje několik takových reagentů vyšetřit bakteriologicky k potvrzení nálezu. Stejně tak nespecifické nebo dubiózní reakce vyžadují laboratorní sérologické i bakteriologické vyšetření dříve než se přistoupí ke konečnému posouzení a rozhodnutí. Zvířata mohou být infikována bakteriemi obsahujícími stejné nebo podobné antigeny jako S. pullorum a reagovat v aglutinačním testu. Nespecifické reakce mohou vzniknout po infekci koliformními bakteriemi, mikrokoky, enterokoky nebo jinými salmonelami. Častou příčinou křížových reakcí jsou variace antigenu O12. Bergqvist et al. (1973) prokázali jako příčinu nespecifických reakcí Staphylococcus epidermidis, Micrococcus spp., Aerobacter aerogenes, Proteus spp., E. coli, Arizona spp. a Citrobacter spp. Také infekce S. gallinarum vyvolává tvorbu protilátek neodlišitelných od S. pullorum; rovněž pohyblivé salmonely ze skupiny D mohou křížově reagovat.
Frekvence výskytu nespecifických reakcí v hejnu se může pohybovat od několika jedinců až po 30-40 %. I vakcinace atenuovanými kmeny S. pullorum může krátkodobě vyvolávat pozitivní sérologické reakce o nízkém titru.
Nejzávažnějším způsobem šíření S. pullorum je transovariální přenos. Proto by se mělo používat pouze násadových vajec dezinfikovaných formaldehydem a pocházejících z chovů prostých infekce. Samozřejmostí by měl být oddělený chov různých druhů i věkových kategorií drůbeže a pravidelná asanace prostředí.
Vzhledem k závažnosti pulorové nákazy jsou ve většině zemí s rozvinutým drůbežnictvím prováděna legislativní opatření zaměřená k její eradikaci anebo k zabránění jejího vzniku či zavlečení z jiných států. Názory na použití vakcinace se různí.